# Blåtjärnen (Lima socken, Dalarna)
Blåtjärnen är en sjö i Malung-Sälens kommun i Dalarna och ingår i Dalälvens huvudavrinningsområde. Vid provfiske har abborre och mört fångats i sjön.